# Iglesia de Santa María Magdalena (Mascaraque)
La iglesia de Santa María Magdalena de Mascaraque, provincia de Toledo es una edificación barroca del siglo XVIII que consta de planta de cruz latina con una nave apilastrada de tres tramos con arcos, fajones y bóveda de cañón rebajados. La torre, que fue construida con posterioridad, posee una estructura de dos cuerpos con planta octogonal y frentes abiertos abovedados. Está construida de ladrillo y a la fecha sólo está restaurada la parte inferior, quedando pendiente la superior que se encuentra bastante deteriorada.
La torre de dos cuerpos de planta ochavada y levantada con ladrillos, es un ejemplar realmente original en el panorama toledano. Heredera de la tradición mudéjar, es difícil señalar una fecha de realización, pero lo que es cierto es que sufrió bastantes remodelaciones a lo largo de los siglos que nos ocupan, por su casi permanente estado de ruina. La obra nueva se alzó a lo largo de buena parte de los siglos XVII y XVIII, coincidiendo durante cierto tiempo con la iglesia vieja separadas por un muro, tal como se consigna en los libros de fábrica.

## Historia
Las primeras noticias sobre la renovación del templo parroquial se remontan a 1608. Las lanzas habían sido dadas por Nicolás Vergara, el Mozo, iniciándose la obra en 1609, aunque queda la duda de cómo era la iglesia primitiva ya que los testimonios que existen son muy escasos. El más significativo es un escudo de tradición gótica en el exterior del muro de los pies del templo, situado a bastante altura. El estudio del significado de este resto de la anterior iglesia, podría aportar datos muy significativos.
El proyecto original de Vergara fue reformado en 1613 por Juan Bautista Monegro, con cuyo estilo peculiar se puede relacionar la actual fábrica. La estructura general del edificio, salvo la cúpula, debían estar muy adelantadas hacia el año 1630, no obstante, los pagos para el adelantamiento en la edificación son muy abundantes durante los años posteriores. Así durante los años 1648 y 16449 se pagan al maestro de carpintería Diego Felipe por su labor en los tejados de la “iglesia nueva”, según una provisión dada por los señores del Consejo Arzobispal.
El 12 de agosto de 1650 Lázaro Goili, maestro mayor de la catedral toledana, entrega un informe tras visitar el templo de Mascaraque, para medir y tasar la obra que se pretendía hacer en el cuerpo de la iglesia conforme a unas trazas anteriores, que se supone, debían ser las de Monegro. El precio de esta obra, tanto en materiales como manos, según Goili era de 114 454 reales. Un año después se guardan 53 060 maravedíes de ciertas fanegas de trigo y cebada para la continuación de estos trabajos. Existen otras descargas no muy importantes en cantidad en años posteriores, por lo que la obra debía languidecer lentamente, incluso estancada si se quiere, en empresas menores como el solado del templo.
Llama la atención que entre 1670 y 1671 se decidiera tabicar las ventanas de la iglesia, lo que no parece muy normal, salvo que por seguridad de la construcción, obligara a tales extremos. Lo cierto y verdad es que hoy en día existe en la nave sólo una ventana abierta que ilumina tenuemente el interior.
En la visita de 1687 se señalaba el ofrecimiento de la Cofradía del Santísimo, con recursos suficientes en ese momento, para realizar una portada y unas puertas, ya que las que había eran “biexos i indezentes”. Los cofrades entregarían 900 reales al año, más 100 ducados de los fondos de la parroquia, según dejó dispuesto el visitador eclesiástico. No obstante ese proyecto se postergó, ya que en la visita de 1689 se decidió que era más importante cambiar el dosel del altar mayor cuyo estado de conservación era deficiente.
La bella portada del mediodía, de un impecable clasicismo, levemente alterado por los aletones del segundo cuerpo, se realizó antes de 1705, con un proyecto que por el momento es de autor desconocido. En las cuentas que van desde 1701 a 1705 se recoge una descarga de 3918 maravedíes para ayuda del coste de esta portada principal.
La continuación de la edificación superó con mucho el cambio de siglo. Así, el 20 de mayo de 1720, se paga a Tomás de Talavera, célebre maestro de albañilería y carpintería de Toledo, su trabajo en la capilla mayor, así como en el chopinel de la torre. Talavera fue uno de los artífices más cualificados de la Ciudad Imperial entre 1731 y 1745 según Juan Nicolau, por lo que las noticias que aquí se recogen son anteriores a su labor publicada y reconocida hasta el momento. El maestro siguió vinculado a la parroquia de Mascaraque y en 1734 se le pagó 694 reales como finiquito por la media naranja sobre el crucero que ejecutó siguiendo los diseños de Monegro para la iglesia.
Esta obra se había iniciado cuando el Consejo Arzobispal dio provisiones en 16 de octubre de 1730 y 1 de agosto de 1731. Cuando se acabó la cúpula fue reconocido por Manuel Gutiérrez, maestro de obras de Toledo por orden del cura párroco Juan Marín Acevedo, haciendo aquel declaración de su reconocimiento el 18 de marzo de 1732, fecha en la que ya estaba terminada la bóveda, señalando que esta se había hecho conforme a las condiciones de las provisiones.
La patrona de la localidad no estuvo en este recinto durante estos siglos, sino que contó con su propia ermita extramuros y una cofradía muy importante que intervino grandes sumas en el culto de tan especial imagen. Algunos datos sobre el mecenazgo de la Hermandad de Nuestra Señora de Gracia son: 
El 4 de diciembre de 1689 la Hermandad de Nuestra Señora de Gracia solicitó al platero toledano José de Gamonal para la fabricación de un trono de plata por el que se desembolsó 3701 reales en un primer pago. José  Fernández Gamonal fue discípulo de Francisco Salinas, uno de los más prestigiosos plateros de la Ciudad Imperial durante los años centrales del siglo XVII. La deuda del trono se remató en los dos años posteriores entregando 150 reales en 1690 y al año siguiente el resto hasta 5177 reales en los que se incluyó unos añadidos al trono y componer el pectoral de la Virgen. Debieron quedar muy satisfechos de la labor de Gamonal los cofrades, ya que en 1692 y como regalo le dieron 26 reales.
Con el trono nuevo, se decidió remozar la ermita, iniciando una serie de obras de distinta envergadura y engalanando el interior del recinto lo mejor que podían. Así entre 1694 y 1697 se aderezan las gradas del altar y se hace una vidriera detrás de la imagen de la Virgen. Hacia el 1700 se hace un rastrillo por 77 reales y se compran tejidos de las mejores calidades para renovar el vestuario. 
El trono y silla de plata sólo se debían usar en las grandes solemnidades, ya que hacia 1710 se encarga forrar de bayeta encarnada el arca donde se guardaban habitualmente estas piezas. Es para estas fechas cuando se adereza la corona de plata de la Virgen y se encarga una nueva, probablemente de bronce dorado, con piedras y perlas falsas que costó 1.020 reales. También hacia el año 1710 se fabrica un estandarte de seda con la colaboración económica del cura párroco D. Francisco de Contreras, con un monto final de 147 reales. 
Durante el primer tercio del siglo XVIII se hacen al menos dos pectorales de cierta calidad para la Virgen, así como se engalanan los mantos con diferentes guarniciones de estrellas, puntillas y cintas. Como algo particular se recoge en los libros, un rostrillo de perlas falsas que se hizo en el día de su fiesta. Se hicieron unas andas de escultura en 1716 por 11 560 maravedíes. No se sabe quién fue el tallista, pero si el dorador, Gabriel Clemente, vecino de Almonacid que cobró por su labor 380 reales. Por cierto que este maestro ya había trabajado al servicio de la hermandad en 1711 en la realización de un marco para el altar de la ermita y en retocar la imagen mariana.
Mucho más importante parece la factura de dos cetros de plata. El acuerdo para la fabricación de estas piezas fue tomado por la esclavitud el 23 de agosto de 1716, y la licencia del Consejo de Gobernación del Arzobispado para gastar 200 ducados del caudal de la hermandad se dio en Toledo tres días después. El encargado de hacerlos fue uno de los más insignes plateros del barroco español, Juan Antonio Domínguez. Como la hermandad se quedó corta en el presupuesto, hubo de pedir una nueva licencia para gastar otros 787 reales de vellón. Domínguez debió trabajar muy rápido, algo extraño en él, ya que a finales de septiembre la obra se hallaba acabada y marcada. 
Los cetros se componían de diez cañones lisos con sus nudetes y dos cañones cincelados. Sobre una macolla ornada con cuatro cartelas, iba una imagen de la Virgen con su Niño sentada en una silla y rodeada de rayos. Su peso era de dieciocho marcos (aproximadamente cuatro kilos y medio) tal como había confirmado el contraste de platería de Toledo, Francisco García de Oñora el 26 de septiembre. Sólo en material su coste era de 2202 reales 12 maravedíes. Juan Antonio Domínguez firmó una carta de pago como señal de que había recibido el importe el 5 de octubre de ese mismo año. De hechura se dio al artífice 684 reales más otros 20 de coste de los regatones de hierro y almas de madera.
Hay que mencionar que en la parcela que hoy ocupa el patio de la iglesia se ubicaba el cementerio del pueblo hasta el año 1812, en que las Cortes de Cádiz prohibieron los enterramientos de cadáveres en los recintos de las iglesias. Existía hasta esa época un patio adosado y cerrado y todos los enterramientos se llevaban a cabo dentro de la propia iglesia o en el patio, dependiendo del rango o clase social del fallecido.
Dicha prohibición obligó a los vecinos y autoridades civiles y eclesiásticas a construir un nuevo cementerio o “campo santo” según la denominación popular de la época. Se eligió el lugar que hoy mismo ocupa el cementerio municipal de Mascaraque, aunque mucho más pequeño, y fueron sufragados los gastos de construcción por medio de un préstamo concedido por el Pósito Local.
- Datos: Q5911746